# 10,000 Summers
«10,000 Summers» es el segundo sencillo oficial de No Devotion.

## Listado de canciones
Todas las canciones escritas y compuestas por No Devotion. 
| N.º | Título                  | Duración |  |
| 1.  | «10,000 Summers»        | 4:15     |  |
| 2.  | «Only Thing»            | 3:19     |  |
| 3.  | «10,000 Summers (Demo)» | 4:45     |  |

## Personal
- Geoff Rickly - voces
- Lee Gaze - guitarra principal, coros
- Mike Lewis - guitarra rítmica, coros, bajo, coros
- Stuart Richardson - bajo, coros
- Jamie Oliver - teclados, sintetizador, coros
- Luke Johnson - batería, percusión